# Wodorotlenek sodu
Wodorotlenek sodu (nazwy zwyczajowe: soda żrąca, soda kaustyczna, z gr. καυστικός, żrący), NaOH – nieorganiczny związek chemiczny z grupy wodorotlenków, należący do najsilniejszych zasad.

## Charakterystyka
W postaci stałej jest białą substancją o budowie krystalicznej. Ma właściwości higroskopijne, łatwo też łączy się z dwutlenkiem węgla z powietrza (tworząc powłokę węglanu sodu), dlatego należy go przechowywać w szczelnie zamkniętych naczyniach.
W wodzie rozpuszcza się bardzo dobrze, wydzielając znaczne ilości ciepła i tworząc silnie żrący ług sodowy – bezbarwną, bezzapachową i niepalną ciecz, która reaguje z kwasami, tlenkami niemetali i wodorotlenkami amfoterycznymi, tworząc sole sodowe, jest śliska w dotyku, powoduje oparzenia. Na metale działa korodująco, szczególnie w obecności wilgoci. Łatwo reaguje z metalami o własnościach amfoterycznych wydzielając wodór, np. z glinem i cyrkonem, tworząc odpowiednio gliniany i cyrkoniany. Tworzy sole ze słabymi kwasami organicznymi, np. fenolami i nitrometanem. Niemetale pod wpływem NaOH ulegają dysproporcjonowaniu, np. biały fosfor gotowany z roztworem NaOH daje fosforiak i fosforan, a siarka rozpuszcza się w roztworze NaOH tworząc siarczek i siarczyn.

## Otrzymywanie
- kaustyfikacja sody, polegająca na działaniu na sodę kalcynowaną (węglan sodu) świeżym wapnem gaszonym:

Ca(OH)2 + Na2CO3 → 2NaOH + CaCO3
- elektroliza wodnego roztworu chlorku sodu (NaCl):

Na anodzie wydziela się chlor: Cl− → ½Cl2 + e−

Na katodzie zobojętnieniu ulegają jony wodorowe pochodzące z wody: H3O+ + e− → H2O + ½H2
Wodorotlenek sodu powstaje także m.in. w reakcji wody z sodem lub niektórymi jego reaktywnymi związkami (np. wodorkiem sodu, tlenkiem sodu i alkoholanami sodu).

## Działanie na organizm człowieka

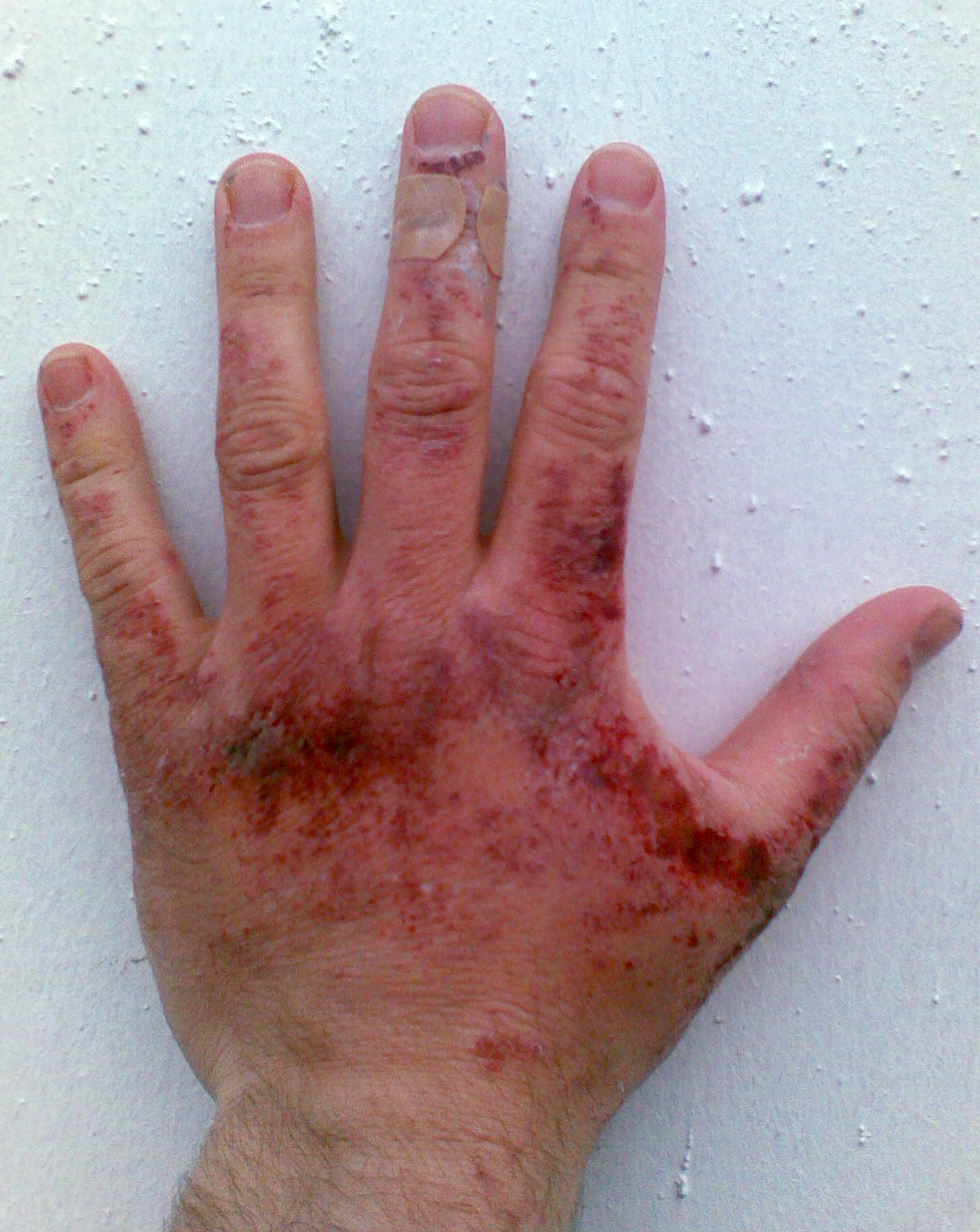
Ręka poparzona przez NaOH

Oddziaływanie w postaci pyłu, pary lub aerozolu wywołuje ból i łzawienie oczu, uczucie pieczenia w nosie i gardle, kaszel, uczucie duszenia się. Skażenie skóry wywołuje ból, zaczerwienienie, oparzenie chemiczne z pęcherzami i martwicą. Rozległe skażenie skóry może spowodować wstrząs lub zapaść. Skażenie oczu pyłem lub roztworem powoduje zniszczenie aparatu ochronnego oczu, oparzenie gałki ocznej – rogówki i głębszych struktur oka. Wniknięcie drogą pokarmową wywołuje oparzenie błony śluzowej jamy ustnej gardła i dalszych części przewodu pokarmowego z ryzykiem uszkodzenia lub perforacji ścian, krwotoku, wstrząsu i zgonu.
W wypadku zatrucia podaje się tlen wziewnie i metamizol pozajelitowo, z następującym leczeniem objawowym.

## Zastosowanie
- wyrób mydła
- wyrób szkła wodnego z krzemionki
- produkcja detergentów, barwników,
- główny składnik preparatów do udrażniania rur kanalizacyjnych[8][9]
- produkcja sztucznego jedwabiu
- produkcja gumy, regeneracji kauczuku
- procesy uzdatniania wody dla celów przemysłowych
- rafinacja ropy i olejów mineralnych
- przeróbka ciekłych produktów koksowania
- przemysł papierniczy
- przemysł spożywczy (dodatek do żywności jako regulator kwasowości E524)
- odrdzewianie i czyszczenie[10]